# Ніколаєвка (станція, Московська залізниця)
Ніколаєвка (рос. Николаевка) — станція на Митьковській сполучній гілці Московської залізниці у Москві. Входить до Московсько-Горьковського центру організації роботи залізничних станцій ДЦС-8 Московської дирекції управління рухом. За основним характером роботи є пасажирською технічною, за обсягом роботи — позакласною.
Є передаточною між Московською залізницею і Октябрською залізницею: є електрифікований стрілочний з'їзд на станцію Москва-Товарна головного ходу Октябрської залізниці (в сторону Санкт-Петербурга), знаходиться біля Крестовського шляхопроводу.
Розташована на дільниці обслуговування Московсько-Рязанської дистанції колії ПЧ-5; Люберецької дистанції електропостачання ЕЧ-16; Перовської дистанції сигналізації, централізації і блокування ШЧ-6. Виконує операції по підготовці потягів до рейсів: технічного обслуговування, ремонту і екіпірування пасажирських вагонів і вагонів-ресторанів, формування/розформування пасажирських потягів з приписних вагонів, подачі/прибирання пасажирських потягів на Казанський вокзал, відстою пасажирських потягів в очікуванні відправлення.

## Історія станції
Станція Ніколаєвка (назва за стиком з Миколаївською залізницею) відкрита після спорудження сполучної лінії від станції Москва-Товарна-Рязанська, введеної в 1862 році у постійну експлуатацію дільниці Москва — Коломна Товариства Московсько-Рязанської залізниці, до Петербурзько-Московської залізниці в 1863 році, пізніше перейменована на Митьковську сполучну лінію. Була вузловою на цій дільниці Рязанського напрямку для доставки вантажів на Санкт-Петербург.
У 2006 році на Митьковській сполучній лінії було електрифіковано одну колію для пропуску транзитних пасажирських поїздів що прямують на/з Санкт-Петербурга. На Ніколаєвці це найпівденніша колія.

## Колійний розвиток
Станція Ніколаєвка є дільничною станцією поздовжнього типу з паралельним розташуванням приймально-відправних і сортувальних колій
Колійний розвиток станції — 48 колій, розділених на два парки: приймально-відправний і сортувальний. З них електрифіковано I головна колія. Всі колії обладнані системою АЛС.

## Рух по станції
По станції мають технічну зупинку потяги далекого прямування на/з Санкт-Петербургу прямуючі по Митьковській сполучній лінії на Рязань і Вєковку.
У графіку 2008 року скоротився час у дорозі двох потягів, що прямують транзитом через Москву з Санкт-Петербурга на південь. Уночі, коли рух на Московському залізничному вузлі найменш інтенсивний, пасажирські поїзди з Октябрської залізниці стали проходити через станцію Ніколаєвка прямо на Рязанський напрямок Московської залізниці. Це дозволило скоротити поїздам час у дорозі як мінімум на дві-три години, а також розвантажити Велике кільце Московської залізниці від невластивого йому пасажирського руху.

## Маневрова робота
Виконуються маневрові операції по формуванню/розформуванню пасажирських потягів з приписних вагонів, подачі/прибирання пасажирських потягів на станцію Москва-Пасажирська-Казанська, а також по розформуванню-формуванню збірних і дільничних поїздів.
Маневрову роботу на станції виконують тепловози ЧМЕ3 приписки депо ТЧ-6 Москва-Сортувальна.

## Місцева робота на станції
Вантажні та пасажирські операції не виконуються.
Пункт зміни локомотивних бригад.
Потяги зі станції Москва-Пасажирська-Казанська по Митьковській сполучній лінії прибувають в парк прийому, де після технічного і санітарного огляду, а також очищенню вагонів при необхідності переформовують. Потяги направляють в мийну машину, і переставляють потім в ремонтно-екіпірувальне депо ЛВЧД-4 для ремонту ходових частин і внутрішнього обладнання вагонів. Виконують зарядку акумуляторів, вологе прибирання, технічну і санітарну перевірку вагонів, забезпечують їх водою і здійснюють постачання вагонів-ресторанів. Після цього потяги переставляють в парк відправлення готових потягів до подачі на перонні колії Казанського вокзалу під посадку пасажирів.